# Леон Горецка
Ле́он Горе́цка (нім. Leon Goretzka, нар. 6 лютого 1995, Бохум) — німецький футболіст, півзахисник клубу «Баварія» та національної збірної Німеччини. У складі збірної — володар Кубка Конфедерацій.

## Клубна кар'єра
Народився 6 лютого 1995 року в місті Бохум. Розпочав займатись футболом у академії клубу «Вернер 06» з рідного міста, з якої 2001 року потрапив у структуру «Бохума».
4 серпня 2012 року Горецка дебютував у складі основної команди «Бохума» в матчі розіграшу Другої Бундесліги проти дрезденського «Динамо» (2:1) і забив у цьому матчі перший офіційний гол за команду. Незабаром Леон стає ключовим гравцем команди і вже восени 2012 року з'являються чутки про інтерес до нього з боку мадридського «Реала». На той момент Горецка провів у другій Бундеслізі вже 10 матчів, в яких забив 1 гол. Всього в своєму дебютному сезоні в другій Бундеслізі молодий півзахисник провів 32 матчі, в яких забив 4 голи і віддав 5 гольових передач, крім того провів 4 матчі в кубку Німеччини, в яких віддав 2 гольові передачі.

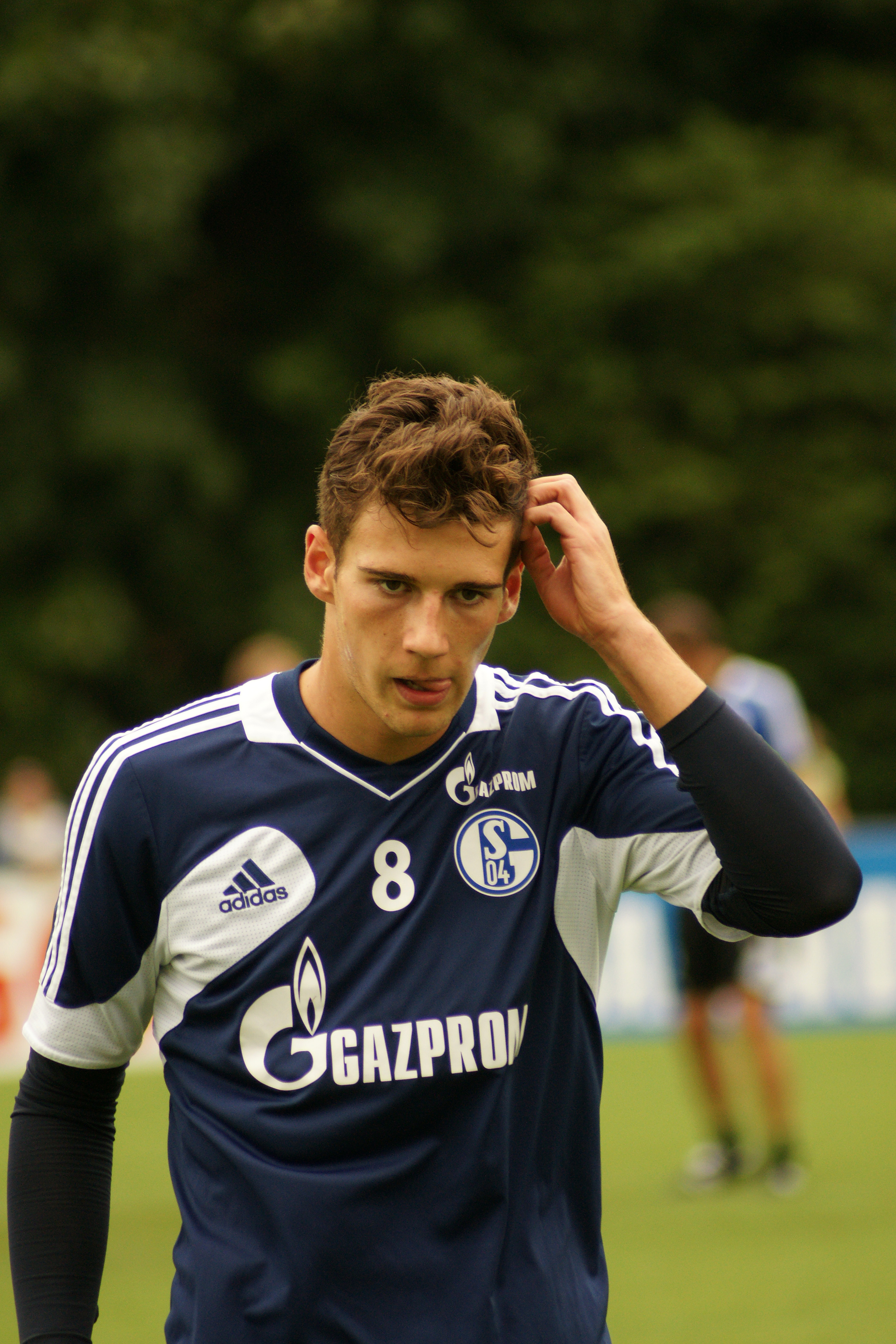
Леон Горецка у «Шальке 04». 2013 рік.

У червні 2013 року перейшов у «Шальке 04». Трансфер оцінюється в суму від 2,75 до 4 мільйонів євро. 5 серпня 2013 року Горецка дебютував за «Шальке» в офіційних іграх у матчі на Кубок Німеччини проти «Неттінгена» (2:0), забивши у цьому ж матчі свій перший гол за гельзенкірхенський клуб. 11 серпня 2013 року в матчі проти «Гамбурга» (3:3) відбувся його дебют у Бундеслізі. Загалом за п'ять сезонів встиг відіграти за клуб з Гельзенкірхена 116 матчів у Бундеслізі.
19 січня Горецка погодив свій перехід в мюнхенську «Баварію» на правах вільного агента після закінчення контракту з «Шальке». Його угода з «Баварією» почне діяти 1 липня 2018 року і розрахована на чотири роки. Голова наглядової ради «Шальке» Клеменс Тенніс заявив, що Горецка більше не повинен носити форму «Шальке», натомість Леона слід змусити сидіти на лавці, якщо його рішення негативно вплине на команду. Втім Горецка залишився основним гравцем команди і допоміг їй стати віце-чемпіонами Німеччини сезону 2017/18, поступившись у таблиці лише «Баварії», куди і остаточно перейшов влітку того ж року.

## Виступи за збірні
2010 року дебютував у складі юнацької збірної Німеччини, разом з якою став фіналістом юнацького (U-17) Євро-2012. Всього взяв участь у 30 іграх на юнацькому рівні, відзначившись 7 забитими голами.
З 2013 року залучався до складу молодіжної збірної Німеччини. На молодіжному рівні зіграв у 9 офіційних матчах, забив 1 гол.
В травні 2014 року Горецка був включений в розширений список національної збірної Німеччини на чемпіонат світу у Бразилії.
13 травня 2014 року разом з 11 іншими гравцями дебютував в офіційних матчах у складі головної команди у товариській грі з Польщею (0:0) і в перерві був замінений на Андре Гана. Після цього матчу, в якому Леон отримав пошкодження, він був виключений з тренувального табору команди і на чемпіонат світу не поїхав.
2016 року захищав кольори олімпійської збірної Німеччини на Олімпійських іграх 2016 року у Ріо-де-Жанейро. Він був капітаном команди у першому матчі на турнірі проти мексиканців, проте отримав травму плеча і був змушений повернутися в Німеччину. 1 листопада 2016 року йому, як і всій збірній за срібні медалі на тому турнірі був вручений Срібний лавровий лист.
У травні 2017 року Горецка потрапив у заявку збірної на Кубок конфедерацій у Росії. 20 червня Горецка відзначився забитим м'ячем у воротах збірної Австралії у першому матчі збірної на турнірі. 29 червня він став автором дубля у ворота збірної Мексики у півфінальному матчі. За підсумками турніру Горецка виграв зі збірною золоті медалі, а також отримав індивідуальні нагороди — бронзовий м'яч і срібну бутсу.
Наступного року поїхав з командою і на чемпіонат світу 2018 року, що також проходив у Росії.
| Дата       | Місто                  | Господарі          | Результат | Гості              | Турнір                                    | Голи | Примітки           |
| ---------- | ---------------------- | ------------------ | --------- | ------------------ | ----------------------------------------- | ---- | ------------------ |
| 13-5-2014  | Гамбург                | Німеччина          | 0 – 0     | Польща             | товариський матч                          | -    | 46'                |
| 11-11-2016 | Серравалле             | Сан-Марино         | 0 – 8     | Німеччина          | Відбір до ЧС 2018                         | -    | 77'                |
| 15-11-2016 | Мілан                  | Італія             | 0 – 0     | Німеччина          | товариський матч                          | -    | 60'                |
| 6-6-2017   | Бреннбю                | Данія              | 1 – 1     | Німеччина          | товариський матч                          | -    | 77'                |
| 10-6-2017  | Нюрнберг               | Німеччина          | 7 – 0     | Сан-Марино         | Відбір до ЧС 2018                         | -    |                    |
| 19-6-2017  | Сочі                   | Австралія          | 2 – 3     | Німеччина          | Кубок Конфедерацій                        | 1    | 55'                |
| 22-6-2017  | Казань                 | Німеччина          | 1 – 1     | Чилі               | Кубок Конфедерацій                        | -    |                    |
| 29-6-2017  | Сочі                   | Німеччина          | 4 – 1     | Мексика            | Кубок Конфедерацій                        | 2    | 67'                |
| 2-7-2017   | Санкт-Петербург        | Чилі               | 0 – 1     | Німеччина          | Кубок Конфедерацій                        | -    | 90+2' - 1-ий титул |
| 4-9-2017   | Штутгарт               | Німеччина          | 6 – 0     | Норвегія           | Відбір до ЧС 2018                         | 1    | 46'                |
| 5-10-2017  | Белфаст                | Північна Ірландія  | 1 – 3     | Німеччина          | Відбір до ЧС 2018                         | -    | 66'                |
| 8-10-2017  | Кайзерслаутерн         | Німеччина          | 5 – 1     | Азербайджан        | Відбір до ЧС 2018                         | 2    |                    |
| 23-3-2018  | Дюссельдорф            | Німеччина          | 1 – 1     | Іспанія            | товариський матч                          | -    | 80'                |
| 27-3-2018  | Берлін                 | Німеччина          | 0 – 1     | Бразилія           | товариський матч                          | -    | 61'                |
| 2-6-2018   | Клагенфурт-ам-Вертерзе | Австрія            | 2 – 1     | Німеччина          | товариський матч                          | -    | 57'                |
| 27-6-2018  | Казань                 | Південна Корея     | 2 – 0     | Німеччина          | ЧС 2018 - груповий етап                   | -    | 63'                |
| 6-9-2018   | Мюнхен                 | Німеччина          | 0 – 0     | Франція            | Ліга націй УЄФА 2018—2019 - груповий етап | -    | 66'                |
| 15-11-2018 | Лейпциг                | Німеччина          | 3 – 0     | Росія              | товариський матч                          | -    | 78'                |
| 19-11-2018 | Гельзенкірхен          | Німеччина          | 2 – 2     | Нідерланди         | Ліга націй УЄФА 2018—2019 - груповий етап | -    | 80'                |
| 20-3-2019  | Вольфсбург             | Німеччина          | 1 – 1     | Сербія             | товариський матч                          | 1    | 56'                |
| 24-3-2019  | Амстердам              | Нідерланди         | 2 – 3     | Німеччина          | Відбір до ЧЄ 2020                         | -    | 70'                |
| 8-6-2019   | Борисов                | Білорусь           | 0 – 2     | Німеччина          | Відбір до ЧЄ 2020                         | -    | 81'                |
| 11-6-2019  | Майнц                  | Німеччина          | 8 – 0     | Естонія            | Відбір до ЧЄ 2020                         | 1    |                    |
| 16-11-2019 | Менхенгладбах          | Німеччина          | 4 – 0     | Білорусь           | Відбір до ЧЄ 2020                         | 1    |                    |
| 19-11-2019 | Франкфурт-на-Майні     | Німеччина          | 6 – 1     | Північна Ірландія  | Відбір до ЧЄ 2020                         | 2    | 73'                |
| 10-10-2020 | Київ                   | Україна            | 1 – 2     | Німеччина          | Ліга націй УЄФА 2020—2021 - груповий етап | 1    |                    |
| 13-10-2020 | Кельн                  | Німеччина          | 3 – 3     | Швейцарія          | Ліга націй УЄФА 2020—2021 - груповий етап | -    |                    |
| 14-11-2020 | Лейпциг                | Німеччина          | 3 – 1     | Україна            | Ліга націй УЄФА 2020—2021 - груповий етап | -    |                    |
| 17-11-2020 | Севілья                | Іспанія            | 6 – 0     | Німеччина          | Ліга націй УЄФА 2020—2021 - груповий етап | -    | 61'                |
| 25-3-2021  | Дуйсбург               | Німеччина          | 3 – 0     | Ісландія           | Відбір до ЧС 2022                         | 1    | 71'                |
| 28-3-2021  | Бухарест               | Румунія            | 0 – 1     | Німеччина          | Відбір до ЧС 2022                         | -    |                    |
| 31-3-2021  | Дуйсбург               | Німеччина          | 1 – 2     | Північна Македонія | Відбір до ЧС 2022                         | -    |                    |
| 19-6-2021  | Мюнхен                 | Португалія         | 2 – 4     | Німеччина          | ЧЄ 2020 - груповий етап                   | -    | 73'                |
| 23-6-2021  | Мюнхен                 | Німеччина          | 2 – 2     | Угорщина           | ЧЄ 2020 - груповий етап                   | 1    | 58'                |
| 29-6-2021  | Лондон                 | Англія             | 2 – 0     | Німеччина          | ЧЄ 2020 - 1/8 фіналу                      | -    |                    |
| 2-9-2021   | Санкт-Галлен           | Ліхтенштейн        | 0 – 2     | Німеччина          | Відбір до ЧС 2022                         | -    | 73'                |
| 5-9-2021   | Штутгарт               | Німеччина          | 6 – 0     | Вірменія           | Відбір до ЧС 2022                         | -    |                    |
| 8-9-2021   | Рейк'явік              | Ісландія           | 0 – 4     | Німеччина          | Відбір до ЧС 2022                         | -    | 80'                |
| 8-10-2021  | Гамбург                | Німеччина          | 2 – 1     | Румунія            | Відбір до ЧС 2022                         | -    |                    |
| 11-10-2021 | Скоп'є                 | Північна Македонія | 0 – 4     | Німеччина          | Відбір до ЧС 2022                         | -    | 61'                |
| 11-11-2021 | Вольфсбург             | Німеччина          | 9 – 0     | Ліхтенштейн        | Відбір до ЧС 2022                         | -    | 46'                |
| 4-6-2022   | Болонья                | Італія             | 1 – 1     | Німеччина          | Ліга націй УЄФА 2022—2023 - груповий етап | -    | 69'                |
| 7-6-2022   | Мюнхен                 | Німеччина          | 1 – 1     | Англія             | Ліга націй УЄФА 2022—2023 - груповий етап | -    | 75'                |
| 11-6-2022  | Будапешт               | Угорщина           | 1 – 1     | Німеччина          | Ліга націй УЄФА 2022—2023 - груповий етап | -    | 69'                |
| 16-11-2022 | Маскат                 | Оман               | 0 – 1     | Німеччина          | товариський матч                          | -    | 46'                |
| 23-11-2022 | Ер-Раян                | Німеччина          | 1 – 2     | Японія             | ЧС 2022 - груповий етап                   | -    | 67'                |
| 27-11-2022 | Ель-Хаур               | Іспанія            | 1 – 1     | Німеччина          | ЧС 2022 - груповий етап                   | -    | 58'                |
| Усього     |                        | Матчів             | 47        |                    | Голів                                     | 14   |                    |

## Титули і досягнення
- Володар Суперкубка Німеччини (5):

«Баварія»: 2018, 2020, 2021, 2022, 2025
- Чемпіон Німеччини (6):

«Баварія»:  2018-19, 2019-20, 2020-21, 2021-22, 2022-23, 2024-25
- Володар Кубка Німеччини (2):

«Баварія»: 2018-19, 2019-20

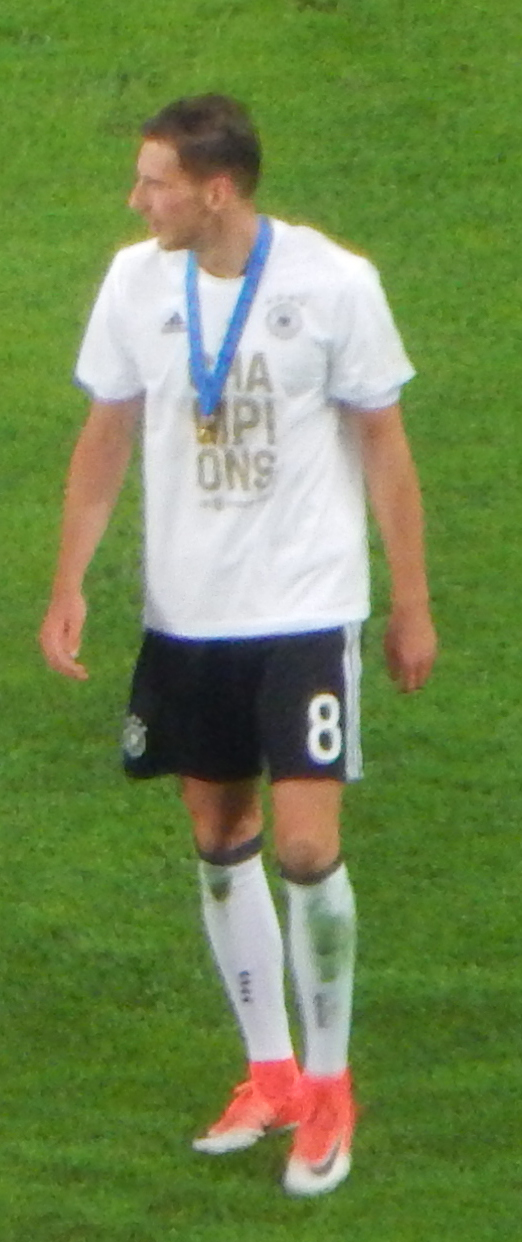
Леон Горецка з медаллю Кубка конфедерацій. 2017 рік.

- Переможець Ліги чемпіонів УЄФА (1):

«Баварія»: 2019-20
- Переможець Суперкубка УЄФА (1):

«Баварія»: 2020
- Переможець Клубного чемпіонату світу (1):

«Баварія»: 2020

### Командні
Німеччина (ол.)
- Срібний призер Олімпійських ігор (1): 2016

Німеччина
- Володар Кубка конфедерацій (1): 2017

### Індивідуальні
- Золота медаль Фріца Вальтера: 2012 (U-17)[19]